# جوستوس سميث
جوستوس سميث (بالإنجليزية: Justus Smith)‏ هو مجدف أمريكي، ولد في 28 مارس 1922 في سبوكين في الولايات المتحدة، وتوفي في 20 نوفمبر 2013 في يورك في الولايات المتحدة.

## وصلات خارجية
- جوستوس سميث على موقع الاتحاد الدولي للتجديف (الإنجليزية)
- جوستوس سميث على موقع اللجنة الأولمبية الدولية (الإنجليزية)
- جوستوس سميث على موقع أوليمبيديا (الإنجليزية)